# 7e étape du Tour d'Italie 2011
Pour un article plus général, voir Tour d'Italie 2011.
La 7e étape du Tour d'Italie 2011 s'est déroulée le vendredi 13 mai 2011. Maddaloni est la ville de départ, et Montevergine di Mercogliano la ville d'arrivée. Le parcours a eu lieu sur une topologie de haute-montagne sur un distance de 110 km. Il s'agissait de la première étape de ce type, ainsi que de la première arrivée au sommet. En outre, cette étape est la plus courte de l'édition 2011 du Giro.
Le Belge Bart De Clercq (Omega Pharma-Lotto) remporte cette étape en résistant au retour du peloton. Le Néerlandais Pieter Weening (Rabobank) conserve le maillot rose de leader.

## La course
Bart De Clercq, qui dispute sa première saison professionnel en 2011 sous le maillot de l'équipe belge Omega Pharma-Lotto, porte une attaque dans la côte finale menant à Montevergine. Il contient d'abord les assauts de Stefano Pirrazi et de Carlos José Ochoa et résiste ensuite aux retours des leaders dans les derniers hectomètres à l'instar des italiens Michele Scarponi de la Lampre-ISD et Vincenzo Nibali de la Liquigas. Il prend par la même occasion le maillot vert du classement de la montagne à Martin Kohler.

## Côtes
| Premier   | Federico Canuti   | 9 pts |
| Deuxième  | Jérôme Pineau     | 5 pts |
| Troisième | Giovanni Visconti | 3 pts |
| Quatrième | Lars Ytting Bak   | 2 pts |
| Cinquième | Matteo Montaguti  | 1 pts |

| Premier   | Bart De Clercq   | 9 pts |
| Deuxième  | Michele Scarponi | 5 pts |
| Troisième | Roman Kreuziger  | 3 pts |
| Quatrième | Stefano Garzelli | 2 pts |
| Cinquième | Vincenzo Nibali  | 1 pts |

## Sprint volant
- Sprint volant à Avellino (kilomètre 89,0)

| Premier   | Matteo Montaguti  | 5 pts |
| Deuxième  | Giovanni Visconti | 4 pts |
| Troisième | Lars Ytting Bak   | 3 pt  |
| Quatrième | Federico Canuti   | 2 pts |
| Cinquième | Johnny Hoogerland | 1 pts |

## Classement de l'étape
|    | Coureur             | Pays      | Équipe                  |    | Temps           |
| -- | ------------------- | --------- | ----------------------- | -- | --------------- |
| 1  | Bart De Clercq      | Belgique  | Omega Pharma-Lotto      | en | 2 h 54 min 47 s |
| 2  | Michele Scarponi    | Italie    | Lampre-ISD              | +  | m.t.            |
| 3  | Roman Kreuziger     | Tchéquie  | Astana                  |    | m.t.            |
| 4  | Stefano Garzelli    | Italie    | Acqua & Sapone          |    | m.t.            |
| 5  | Vincenzo Nibali     | Italie    | Liquigas-Cannondale     |    | m.t.            |
| 6  | Joaquim Rodríguez   | Espagne   | Katusha                 |    | m.t.            |
| 7  | José Rujano         | Venezuela | Androni Giocattoli-CIPI |    | m.t.            |
| 8  | Dario Cataldo       | Italie    | Quick Step              |    | m.t.            |
|    | Alberto Contador    | Espagne   | Saxo Bank-SunGard       |    | m.t.            |
| 10 | Christophe Le Mével | France    | Garmin-Cervélo          |    | m.t.            |

## Classement général
|    | Coureur             | Pays        | Équipe                  |    | Temps            |
| -- | ------------------- | ----------- | ----------------------- | -- | ---------------- |
| 1  | Pieter Weening      | Pays-Bas    | Rabobank                | en | 23 h 09 min 59 s |
| 2  | Kanstantsin Siutsou | Biélorussie | HTC-Highroad            | +  | 2 s              |
| 3  | Marco Pinotti       | Italie      | HTC-Highroad            |    | 2 s              |
| 4  | Christophe Le Mével | France      | Garmin-Cervélo          |    | 5 s              |
| 5  | Michele Scarponi    | Italie      | Lampre-ISD              |    | 14 s             |
| 6  | Pablo Lastras       | Espagne     | Movistar                |    | 22 s             |
| 7  | Vincenzo Nibali     | Italie      | Liquigas-Cannondale     |    | 24 s             |
| 8  | Steven Kruijswijk   | Pays-Bas    | Rabobank                |    | 28 s             |
|    | Alberto Contador    | Espagne     | Saxo Bank-SunGard       |    | 30 s             |
| 9  | José Serpa          | Colombie    | Androni Giocattoli-CIPI |    | 33 s             |
| 10 | Thomas Lövkvist     | Suède       | Sky                     |    | 39 s             |

## Classements annexes

### Classement par points
|   | Cycliste            | Équipe         | Points |
| - | ------------------- | -------------- | ------ |
| 1 | Alessandro Petacchi | Lampre-ISD     | 48 pts |
| 2 | Christophe Le Mével | Garmin-Cervélo | 41 pts |
| 3 | Michele Scarponi    | Lampre-ISD     | 38 pts |

### Classement du meilleur grimpeur
|   | Cycliste        | Équipe             | Points |
| - | --------------- | ------------------ | ------ |
| 1 | Bart De Clercq  | Omega Pharma-Lotto | 11 pts |
| 2 | Martin Kohler   | BMC Racing         | 10 pts |
| 3 | Federico Canuti | Colnago-CSF Inox   | 9 pts  |

### Classement du meilleur jeune
| Cycliste           | Équipe   | Temps | Temps            |
| ------------------ | -------- | ----- | ---------------- |
| Steven Kruijswijk  | Rabobank | en    | 23 h 10 min 27 s |
| Roman Kreuziger    | Astana   | +     | 16 s             |
| Robert Kišerlovski | Astana   |       | 24 s             |

### Classement par équipes aux temps
| Équipe   | Temps | Temps           |
| -------- | ----- | --------------- |
| Movistar | en    | 68 h 49 min 1 s |
| Astana   | +     | 1 s             |
| Geox-TMC |       | 1 min 06 s      |

### Classement par équipes aux points
| Équipe                  | Points  |
| ----------------------- | ------- |
| Garmin-Cervélo          | 115 pts |
| Lampre-ISD              | 113 pts |
| Androni Giocattoli-CIPI | 112 pts |

## Abandon
Aucun.